# Поляков, Дмитрий Фёдорович
Дми́трий Фёдорович Поляко́в (6 июля 1921, Старобельск, Харьковская губерния, Украинская ССР — 15 марта 1988, Москва, СССР) — советский разведчик и военный педагог. Генерал-майор ГРУ. На протяжении более 20 лет являлся тайным агентом американской разведки. Арестован 6 июля 1986 года, расстрелян 15 марта 1988 года.

## Биография
Родился в 1921 году в Старобельске Украинской ССР. По окончании средней школы в 1939 году поступил в артиллерийское училище. Участник Великой Отечественной войны с 22 июня 1941 года: воевал на 3-м Украинском, Карельском и Западном фронтах. За мужество и героизм награждён орденами Отечественной войны 2-й степени и Красной Звезды за уничтожение 1 ПТО, 3 арт. батарей, 1 миномётной батареи и 60 солдат противника. Войну окончил в звании майора и в должности старшего помощника начальника разведотделения штаба артиллерии 26-й армии. Член ВКП(б) с 1942 года.
В послевоенные годы окончил Академию имени Фрунзе, курсы Генштаба и был направлен в Главное разведывательное управление (ГРУ). C мая 1951 по июль 1956 года в звании подполковника работал в США под прикрытием должности офицера для поручений при представительстве СССР в Военно-штабном комитете ООН. В те годы у Полякова родился сын, который через три месяца заболел трудноизлечимой болезнью. Для спасения ребёнка была нужна сложная операция стоимостью 400 долларов.
Денег у Полякова не хватало, и он обратился за материальной помощью к резиденту ГРУ генерал-майору И. А. Склярову. Тот сделал запрос в Центр, но руководство ГРУ отказало в этой просьбе. Американцы, в свою очередь, предложили Полякову прооперировать сына в нью-йоркской клинике «в обмен на некоторые услуги» США. Поляков отказался, и сын вскоре умер.
В 1959 году вернулся в Нью-Йорк в звании полковника под прикрытием должности начальника секретариата представительства СССР при Военно-штабном комитете ООН (реальная должность — заместитель резидента ГРУ по нелегальной работе в США).
8 ноября 1961 года по собственной инициативе предложил сотрудничество ФБР, назвав на первой встрече шесть фамилий шифровальщиков, работавших в советских загранпредствительствах в США. Позднее объяснял свой поступок идеологическим несогласием с политическим режимом в СССР. На одном из допросов заявил, что хотел «помочь западной демократии избежать натиска хрущёвской военной и внешнеполитической доктрины». ФБР присвоило Д. Ф. Полякову оперативный псевдоним «Топхэт» (от англ. tophat — цилиндр). На второй встрече с агентами ФБР 26 ноября 1961 года назвал 47 фамилий советских разведчиков ГРУ и КГБ, работавших в то время в США. На встрече 19 декабря 1961 года сообщил данные о нелегалах ГРУ и офицерах, поддерживавших с ними связь. На встрече 24 января 1962 года выдал американских агентов ГРУ, остальных советских нелегалов, о которых он умолчал на предыдущей встрече, работавших с ними офицеров нью-йоркской резидентуры ГРУ, дал наводки на некоторых офицеров на предмет их возможной вербовки. На встрече 29 марта 1962 года опознал на фотографиях советских дипломатов и сотрудников советских представительств в США, показанных агентами ФБР, известных ему разведчиков ГРУ и КГБ. На последней встрече 7 июня 1962 года выдал нелегалку Мэйси (капитан ГРУ М. Д. Доброва) и передал ФБР переснятый секретный документ ГРУ «Введение к организации и проведению секретной работы», позднее включённый в учебное пособие ФБР по подготовке контрразведчиков в качестве отдельного раздела. Дал согласие на сотрудничество в Москве уже с ЦРУ США, где ему присвоили оперативный псевдоним «Бурбон». 9 июня 1962 года Поляков отплыл в Европу на борту «Куин Элизабет».
Вскоре по возвращении в Москву был назначен на должность старшего офицера третьего управления ГРУ. Ему поручили с позиций Центра курировать деятельность разведаппаратов ГРУ в Нью-Йорке и Вашингтоне. Планировался в третью командировку в США на должность старшего помощника военного атташе при посольстве СССР в Вашингтоне. Провёл в Москве несколько тайниковых операций, передавая ЦРУ секретную информацию (в частности, переснял и передал телефонные справочники Генерального штаба Вооружённых Сил СССР и ГРУ).
После упоминания фамилии Полякова в газете «Лос-Анджелес таймс» в отчёте о судебном процессе над выданными им нелегалами Саниными, руководством ГРУ было признано невозможным дальнейшее использование Полякова по американской линии. Поляков был переведён в управление ГРУ, которое занималось разведкой в странах Азии, Африки и Ближнего Востока. В 1965 году был назначен на должность военного атташе при посольстве СССР (резидента ГРУ) в Бирме. В августе 1969 года вернулся в Москву, где в декабре был назначен исполняющим обязанности начальника направления, которое занималось организацией разведработы в КНР и подготовкой нелегалов для заброски в эту страну. Затем стал начальником этого направления.
В 1973 году был направлен в качестве резидента в Индию, в 1974 году получил звание генерал-майора. В октябре 1976 вернулся в Москву, где был назначен на должность начальника третьего разведывательного факультета Военно-дипломатической академии, оставшись при этом в резерве назначения на должности военного атташе и резидента ГРУ. В середине декабря 1979 года вновь выехал в Индию на прежнюю должность военного атташе при посольстве СССР (старшего оперативного начальника разведаппаратов ГРУ Генштаба в Бомбее и Дели, отвечающего за стратегическую военную разведку в Юго-Восточном регионе). Служил в должности начальника факультета Военной академии Советской Армии.
В 1980 году по состоянию здоровья вышел в отставку. После ухода на пенсию генерал Поляков стал работать вольнонаёмным в управлении кадров ГРУ, получив доступ к личным делам всех сотрудников. На неоднократные предложения переехать в США Поляков отвечал отказом: «Не ждите меня. Я никогда не приеду в США. Я делаю это не для вас. Я делаю это для своей страны. Я родился русским и умру русским».
Был арестован 7 июля 1986 года. 27 ноября 1987 года Военной коллегией Верховного суда СССР был приговорён к расстрелу. Приговор был приведён в исполнение 15 марта 1988 года. Официальная информация о приговоре и его исполнении появилась в советской печати лишь в 1990 году. В мае 1988 года президент США Рональд Рейган во время переговоров с Михаилом Горбачёвым огласил предложение американской стороны помиловать Д. Полякова, либо обменять его на кого-либо из арестованных в США советских разведчиков, но просьба запоздала.
По основной версии, причиной разоблачения Полякова стала информация, переданная КГБ СССР сотрудником ЦРУ Олдричем Эймсом или сотрудником ФБР Робертом Ханссеном. Операцией по задержанию Полякова руководил полковник КГБ Владимир Зайцев, заместитель командира группы «А».
По имеющейся в открытых источниках информации, за время сотрудничества передал ЦРУ информацию о девятнадцати советских разведчиках-нелегалах, действовавших в западных странах, о ста пятидесяти иностранцах, сотрудничавших с разведслужбами СССР (в том числе коммодоре Дитере Герхардте) и о примерно 1500 действующих сотрудников разведслужб СССР. В сумме — 25 ящиков секретных документов в период с 1961 по 1986 год.

## В искусстве
- Биография Дмитрия Полякова использована в романе Фредерика Форсайта «Икона» (1996).
- В сериале «С чего начинается Родина» (2014) выведен под именем Дмитрий Фёдорович Дмитриев, генерал ГРУ в отставке, которого сыграл Георгий Тараторкин.
- В сериале «Активы» (2014) персонаж Полякова — одна из ключевых фигур, арест которого стал первым звеном в расследовании, приведшим к раскрытию Олдрича Эймса. Апогеем драматической линии сериала стала встреча Сандры Граймс и Джинн Вертфей с внучкой Полякова. В роли Полякова — Питер Гиннесс[англ.].
- «Поединок в Лефортово. Шах и мат Бурбону» (документальный фильм, 2015; автор сценария Сергей Барабанов, режиссер Андрей Куренков).

## Комментарии
1. ↑  По другим данным — генерал-лейтенант[2].